# Börje Larsson
Börje Larsson es un deportista sueco que compitió en vela en la clase Star. Ganó dos medallas en el Campeonato Europeo de Star, bronce en 1967 y oro en 1969.

## Palmarés internacional
| Campeonato Europeo | Campeonato Europeo | Campeonato Europeo | Campeonato Europeo |
| Año                | Lugar              | Medalla            | Clase              |
| ------------------ | ------------------ | ------------------ | ------------------ |
| 1967               | Cascaes (Portugal) | Medalla de bronce  | Star               |
| 1969               | ND                 | Medalla de oro     | Star               |